# Budmerice
Budmerice är en by och en kommun i distriktet Pezinok i regionen Bratislava i västra Slovakien.

## Geografi
Kommunen ligger på en altitud av 176 meter och täcker en area på 30,08 km². Den har ungefär 2 483 invånare (2023).